# جاك ديويت
جاك ديويت هو الفيلسوف البلجيكي والكاتب والمترجم، ولد في سكاربيك (بروكسل، بلجيكا) في 16 يوليو 1946. وهو مؤلف العديد من الكتب. وقد كتب كتاب «قوة اللغة وحرية العقل»، حيث سرد التلاعب في اللغة من قبل الأنظمة الشمولية، معتمداً على أربعة مؤلفين: جورج أورويل، ودولف ستيرنبرغر، وفيكتور كلمبرر، وألكسندر وات.

## قائمة المراجع
- قوة اللغة وحرية العقل، مقال عن مقاومة اللغة الشمولية ، ميشالون، 2007.
- استثناء الأوروبي. هذه المزايا التي تميزنا ، ميشالون، 2008.
- مظهر من مظاهر نفسه عناصر لنقد فلسفي للنفعية ، لا ديكوفير، كول. نصوص في الدعم، 2010.
- كواكوفسكي . انقسام البشرية ، ميشالون، 2011.

- مساهمات الأعمال

- 5. وجود آخر. عن طريق إعادة قراءة هيكل السلوك بقلم موريس ميرلو بونتي. في التفكير في سلوك الحيوان، الإصدارات Quæ ، 2010 .
- هانز جوناس (1903-1993)، فيلسوف الطبيعة. في تاريخ العقل من الفلسفة الأخلاقية والسياسية ، لا ديكوفير، 2001.

## مقالات المجلة
- اختراع فعال. تحية لإيغور سترافينسكي . في الآلات الموسيقية. النهج الجمالية وجودي. Methodos 2011/11.
- تحريف اللغة. في هيرميس، La Revue 2010/3 (رقم 58).
- قيمة مجانية، مضاعفات عديمة الفائدة. موريس ميرلو بونتي قارئ علماء الأحياء. في استعراض MAUSS 2010/1 (رقم 35).
- كيف يمكن للمرء أن يكون الألمانية؟ في التعليق 2010/1 (رقم 129).
- الحياة بلا سبب. إعادة اكتشاف السؤال الغائي. في MAUSS Review 2008/1 (العدد 31).
- البساطة الحقيقية أو المضاعفة في «أنطولوجيا الواقع» Clément Rosset . في نقد 2008/3 (رقم 730).
- تعرض نفسه للحرب. حول استطرادا لبيلي بود هيرمان ميلفيل. في MAUSS Review 2006/1 (العدد 27).
- الإجماع والمعارضة، أو إذا كان هناك الكثير من الدخان، لا يمكن أن يكون هناك النار. في MAUSS Review 2005/1 (العدد 25).
- صدق ما تؤمن به. تأملات في الدين والعلوم الاجتماعية. في MAUSS Review 2003/2 (رقم 22).
- لا فرصة ولا ضرورة. طوارئ الظواهر الاجتماعية وفقا لمارسيل موس. في MAUSS Review 2002/1 (العدد 19).
- إنكار بالفعل هناك. على الموقف البنائي كمظهر من مظاهر روح العصر. في MAUSS Review 2001/1 (رقم 17).
- إغراء اللامبالاة . من العالم بلا صفات إلى الرجل بدون الصفات . الديوجين رقم 195، يوليو-سبتمبر 2001.
- تفسيري وغائي: بالتزامن ممكن؟ مثال أدولف بورتمان . في النهاية في السؤال: الفلسفة والعلوم المعاصرة: وقائع مؤتمر ديجون، 25-27 مارس 1999. تحت إشراف ميشيل باستيت وجان جاك فوينبرجر. هرماتان، 2000.
- الوحدة في التعددية مسألة الهوية في العمارة الحضرية. في MAUSS Review 1999/2 (العدد 14).

لمن يعرف كيف يرى. في MAUSS Review 1999/2 (العدد 14).
Artialisation وانعكاساته النقدية الأخرى على نظرية المشهد لآلان روجر . في نقد «الحدائق والمناظر الطبيعية» رقم 613-614، يونيو ويوليو 1998.
- لم يكن ذلك ضروريا. ويلاحظ على العطاء والدين والامتنان. في MAUSS Review 1996/2 (العدد 8).

- حول مسألة التضحية. في MAUSS Review 1995/2 (العدد 6).

- التبرع الأول للمظهر. في MAUSS Review 1993/1 (العدد 1).

## مقدمات والترجمات
- أدولف بورتمان، شكل الحيوان . المكتبة، 2013. مقدمة. الترجمة.
- الظواهر وفلسفة الطبيعة . أوسيا[وصلة مكسورة] ، 1996. مقدمة.
- روزا لوكسمبورغ، أزمة الديمقراطية الاجتماعية. أصدقاء سبارتاكوس، 1994. الترجمة.
- Leszek Kołakowski ، لم يتم العثور على القرية. إد. مجمع، 1986. الترجمة.
- كارل جروبر، شكل وشخصية المدينة الألمانية . محفوظات العمارة الحديثة، 1985. الترجمة.
- ليزيك كواكوفسكي، الروح الثورية؛ تليها الماركسية، واليوتوبيا ومكافحة اليوتوبيا. إصدارات معقدة: فرق. مطابع جامعة فرنسا، 1978. خاتمة.
- روزا لوكسمبورغ، أزمة الديمقراطية الاجتماعية. تلاه انتقادات لينين . إد. الخلد، 1970. الترجمة.

## روابط خارجية
- * جاك ديويت ، على موقع الناشر.
- مقابلة مع جاك ديويت